# Finnische Akademie der Wissenschaften
Die Finnische Akademie der Wissenschaften (offiziell finnisch: Suomalainen Tiedeakatemia, lateinisch: Academia Scientiarum Fennica, englisch: Finnish Academy of Science and Letters) ist eine 1908 in Helsinki gegründete allgemeine Wissenschaftsgesellschaft.

## Struktur
Die Akademiemitglieder werden gewählt, ihre Anzahl ist begrenzt. Die Akademie gliedert sich in die Mathematisch-Naturwissenschaftliche Klasse (Matemaattis-luonnontieteellineen osasto) mit sieben fachspezifischen Untergruppen und die Geisteswissenschaftliche Klasse (Humanistineen osasto) mit acht Untergruppen. Insgesamt verzeichnete die Akademie im Jahr 2011 649 finnische und 188 ausländische Mitglieder, dabei haben die Untergruppen eine feste Zahl (331) von derzeit 194 Vertretern der Naturwissenschaften und 139 Vertretern der Geisteswissenschaften.  Als korrespondierendes Mitglied können ausländische Wissenschaftler aufgrund ihrer hervorragenden Leistungen gewählt werden. Zusätzlich können Ehrenmitglieder ernannt werden.
Gliederung mit Stand 2012: Mathematisch-Naturwissenschaftliche Klasse, 194 Mitglieder: Mathematik und Informatik (28), Physik und Astronomie (26), Geowissenschaften (24), Chemie (21), Biologie (22), Land- und Forstwissenschaft (22) und Medizin (51). Geisteswissenschaftliche Klasse: Theologie und Religionswissenschaft (11), Philosophie und Ästhetik (12), Psychology und Pädagogik (14), Geschichte und Archäologie (17), Finnougristische Studien (17), Sprachwissenschaft (21), Rechtswissenschaft (18) und Sozialwissenschaft (29).
Die Akademie wurde als Gegenstück zur 1838 gegründeten, damals schwedischsprachigen, Finnischen Wissenschaftlichen Gesellschaft etabliert. Sie ist zudem zu unterscheiden von der 1947 gegründeten Akademie von Finnland, die dem Erziehungs- und Kulturministerium untersteht.

## Veröffentlichungen
Die bekannteste fortlaufende Publikation sind die Annales der Akademie, die häufig in deutscher oder englischer Sprache erscheinen. Die in monatlichen Sitzungen gehaltenen Vorträge werden z. T. in den Folklore Fellows’ Communications publiziert und in den Sitzungsberichten, die ab 1977 als Jahrbuch erscheinen.
- Annales Academiae Scientiarum Fennicae = Suomalaisen Tiedeakatemian toimituksia
  - mit den Unterreihen Mathematica und Mathematica Dissertationes, Geologica - Geographica und Humaniora.
- FF communications. Nr. 1.1910ff. ISSN 0014-5815